# Trichogaster labiosa
Trichogaster labiosa è un pesce osseo  d'acqua dolce appartenente alla famiglia Osphronemidae.

## Distribuzione e habitat
Questo pesce è diffuso nel Myanmar (Birmania) meridionale. Abita i fiumi.

## Acquariofilia
T. labiosa è pescato e allevato nel paese d'origine per essere commerciato in tutto il mondo nei negozi di acquariofilia.